# كمسمول
رابطة الشبيبة الشيوعية اللينينية على مستوى الاتحاد، والمعروفة عادةً باسم كومسومول، كانت منظمة شبابية سياسية في الاتحاد السوفيتي. وغالبًا ما تُوصَف بأنها الجناح الشبابي لـالحزب الشيوعي السوفيتي (CPSU)، على الرغم من أنها كانت رسميًا مستقلة، وكانت تُعرف بأنها "المعاون والاحتياطي للحزب الشيوعي السوفيتي".
تأسست الكومسومول في شكلها الأول في المناطق الحضرية عام 1918. وفي سنواتها الأولى، كانت منظمة روسية تُعرف باسم رابطة الشبيبة الشيوعية الروسية، أو RKSM. وفي عام 1922، ومع توحيد الاتحاد السوفيتي، أُعيد تنظيمها لتصبح هيئة على مستوى الاتحاد، تشكّل الجناح الشبابي للحزب الشيوعي على مستوى الاتحاد.
وكانت تمثل المرحلة الأخيرة من ثلاث منظمات شبابية، حيث يُسمح بالانضمام إليها حتى سن 28 عامًا، بعد التخرج في سن 14 من منظمة الرواد، وقبلها في سن التاسعة من الأكتوبريين الصغار.

## التاريخ

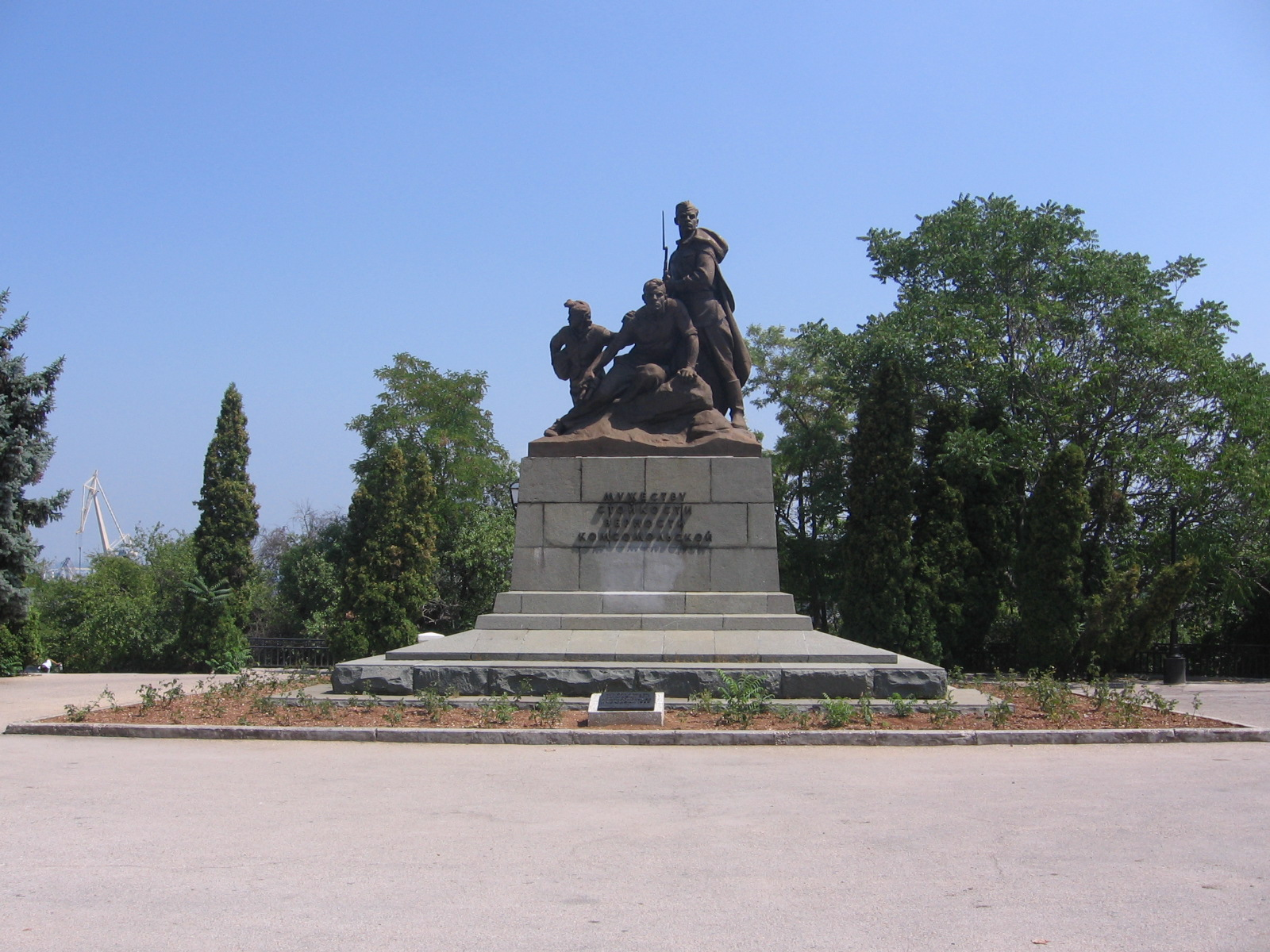
نصب الشجاعة والثبات والإخلاص لأعضاء الكومسومول في سيفاستوبول

قبل ثورة فبراير عام 1917، لم يُبدِ البلاشفة أي اهتمام بإنشاء أو الحفاظ على قسمٍ شبابي، إلا أن التركيز السياسي تغيّر في الأشهر التالية.
بعد نهاية الحرب الأهلية الروسية (1917–1922)، أدخلت الحكومة السوفيتية بقيادة لينين سياسة اقتصادية شبه رأسمالية لتثبيت الاقتصاد الروسي المتدهور. وقد مثّلت هذه السياسة، وهي السياسة الاقتصادية الجديدة (النيب)، تحولاً اجتماعياً نحو الاعتدال والانضباط، لا سيما فيما يتعلق بشباب الاتحاد السوفيتي. وأكد لينين شخصياً أهمية التربية السياسية للشباب السوفيتي في بناء المجتمع الجديد.
انعقد أول مؤتمر للكومسومول في عام 1918 تحت رعاية الحزب البلشفي، رغم أن عضوية ومعتقدات المنظمتين لم تكن متطابقة تماماً. وقد أثبت تدخل الحزب في عامي 1922–1923 نجاحاً جزئياً في تجنيد الأعضاء من خلال تقديم صورة "الكومسومولي المثالي" بوصفه نقيضاً لـ"البرجوازي نيبمان". وبحلول وقت المؤتمر الثاني بعد عام، كان البلاشفة قد استولوا فعلياً على المنظمة، وسرعان ما أُنشئت رسمياً كقسم شبابي للحزب الشيوعي. ومع ذلك، لم يكن الحزب ناجحاً جداً في تجنيد الشباب الروسي خلال فترة النيب (1921–1928).
وقد نتج هذا عن الصراع وخيبة الأمل بين الشباب السوفيتي الذين كانوا يُمجّدون العفوية والتدمير المميزين لـالشيوعية الحربية (1918–1921) وفترة الحرب الأهلية. ورأوا أنه من واجبهم وواجب الحزب الشيوعي القضاء على جميع مظاهر الثقافة الغربية في المجتمع. غير أن سياسة النيب كان لها أثر معاكس: فقد أعادت العديد من جوانب السلوك الاجتماعي الغربي إلى الظهور. وأدى التناقض بين "الشيوعي الجيد" الذي كانت تمجده الدولة والرأسمالية التي عززتها النيب إلى حيرة العديد من الشباب. فتمردوا على قيم الحزب بطريقتين متضادتين: ترك الراديكاليون كل ما له صلة بالغرب أو الرأسمالية، بينما شعر أغلب الشباب الروسي بالانجذاب إلى ثقافة الترفيه والموضة الغربية. ونتيجة لذلك، حدث تراجع كبير في اهتمام الشباب بعضوية الكومسومول المرتبط بالحزب.
وبحلول عام 1925، بلغ عدد أعضاء الكومسومول مليون عضو، وكان العديد غيرهم ضمن فرق مسرحية للأطفال الأصغر سناً. وفي مارس 1926، بلغ عدد الأعضاء ذروته خلال فترة النيب عند 1,750,000 عضو: أي ما يعادل 6% فقط من الشباب المؤهلين. ولم يزد عدد الأعضاء بشكل كبير إلا بعد وصول ستالين إلى الحكم وتخليه عن سياسة النيب مع بدء الخطة الخمسية الأولى (1928–1933). وكان الحد الأدنى لعمر الانضمام إلى الكومسومول هو أربعة عشر عاماً، أما الحد الأقصى فكان ثمانية وعشرين عاماً للأعضاء العاديين، ولكن مسؤولي الكومسومول قد يكونون أكبر سناً. وكان الأطفال الأصغر سناً ينضمون إلى منظمة رواد الاتحاد السوفيتي. وبينما كانت العضوية شكلية "تطوعية"، فإن من لم ينضم لم يكن يتمتع بالإجازات الرسمية المدعومة، وكان من الصعب جداً (إن لم يكن مستحيلاً) أن يلتحق بالتعليم العالي.
لم يكن للكومسومول تأثير مباشر كبير على الحزب الشيوعي أو حكومة الاتحاد السوفيتي، ولكنه لعب دوراً مهماً كوسيلة لنقل قيم الحزب الشيوعي السوفيتي إلى الأجيال الشابة. كما أدى دوراً حيوياً كمصدر مرن للعمل والنشاط السياسي، بقدرته على الانتقال إلى المناطق ذات الأولوية العالية في وقت قصير. وفي عشرينيات القرن الماضي، أسند الكرملين إلى الكومسومول مسؤوليات كبرى في الترويج للتصنيع على مستوى المصانع. ففي عام 1929، كان 7,000 من طلاب الكومسومول يعملون في بناء مصنع جرارات ستالينجراد (حالياً فولجوجراد)، و57,000 آخرين في بناء مصانع في الأورال، و36,500 تم تخصيصهم للعمل تحت الأرض في مناجم الفحم. وكان الهدف هو توفير نواة نشطة من النشطاء البلاشفة للتأثير في زملائهم في المصانع والمناجم التي كانت محور الأيديولوجية الشيوعية.

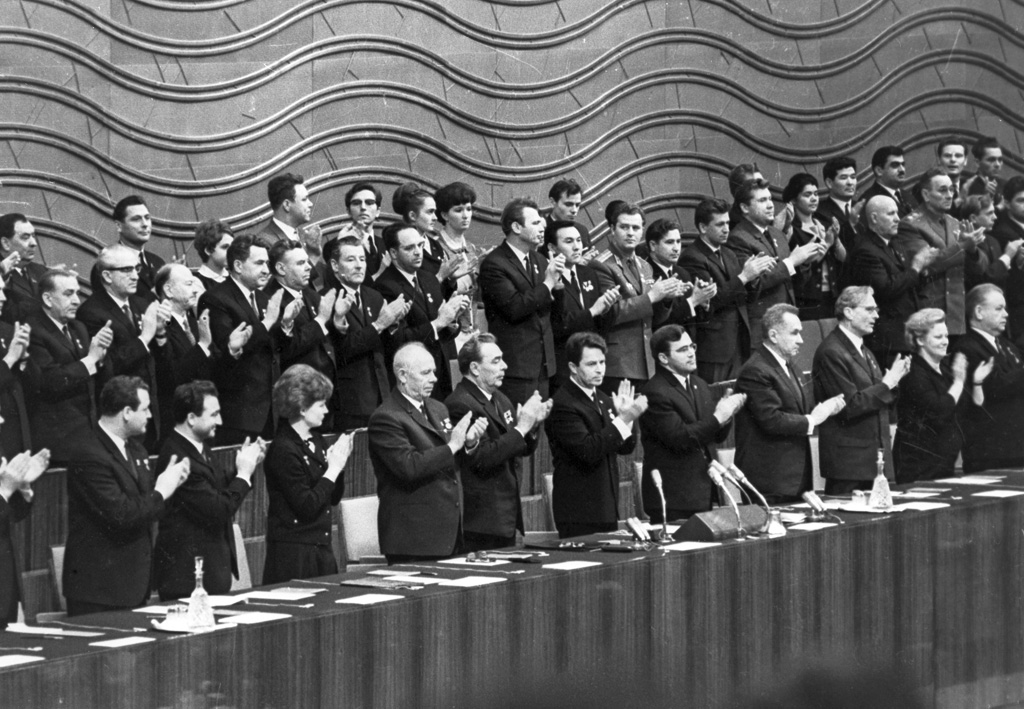
جلسة عامة للجنة المركزية لرابطة الشبيبة الشيوعية عام 1968، برئاسة الأمين العام للحزب الشيوعي ليونيد بريجنيف

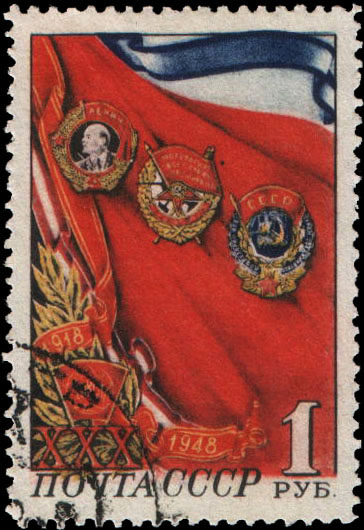
طابع بريد عام 1948 بمناسبة الذكرى الثلاثين للكومسومول

كان الأعضاء النشطون يحصلون على امتيازات وتفضيلات في الترقية. فعلى سبيل المثال، برز يوري أندروبوف، الأمين العام للحزب الشيوعي (1982–1984)، من خلال عمله في منظمة الكومسومول في كاريليا بين عامي 1940 و1944. وفي أوج قوته خلال سبعينيات القرن العشرين، كان الكومسومول يضم عشرات الملايين من الأعضاء.
خلال المراحل المبكرة من البيريسترويكا في منتصف الثمانينيات، حين بدأت السلطات السوفيتية في إدخال أنشطة خاصة محدودة، مُنح الكومسومول امتيازات في إطلاق المشاريع الاقتصادية، بهدف منح الشباب فرصاً أفضل.[بحاجة لمصدر] وقد أدخلت الحكومة والنقابات والكومسومول معاً مراكز الإبداع العلمي والتقني للشباب (1987). وفي الوقت ذاته، انضم العديد من مديري الكومسومول إلى لجان مكافحة الاحتكار الإقليمية والحكومية الروسية. وسرعان ما انتشر بين الناس شعار شعبي ساخر: "الكومسومول مدرسة الرأسمالية"، في إشارة إلى مقولة فلاديمير لينين: "النقابات مدارس الشيوعية".
وقد غيّر المؤتمر العشرون الراديكالي للكومسومول (أبريل 1987) قوانين المنظمة لتعكس توجهاً سوقياً.[بحاجة لمصدر] إلا أن إصلاحات هذا المؤتمر أدّت في النهاية إلى تفكك الكومسومول، بفعل انعدام الهدف وتراجع الاهتمام والعضوية وجودة الأعضاء. وفي المؤتمر الثاني والعشرين للكومسومول في سبتمبر 1991، تم حل المنظمة. وقد واصلت صحيفة الكومسومول، كومسومولسكايا برافدا، الصدور حتى بعد حل المنظمة (اعتبارًا من 2022).
لا تزال العديد من منظمات الشباب التابعة للأحزاب الوريثة للحزب الشيوعي السوفيتي تستخدم اسم "كومسومول"، بما في ذلك منظمة شباب الحزب الشيوعي الأوكراني: كومسومول أوكرانيا.

## معرض صور

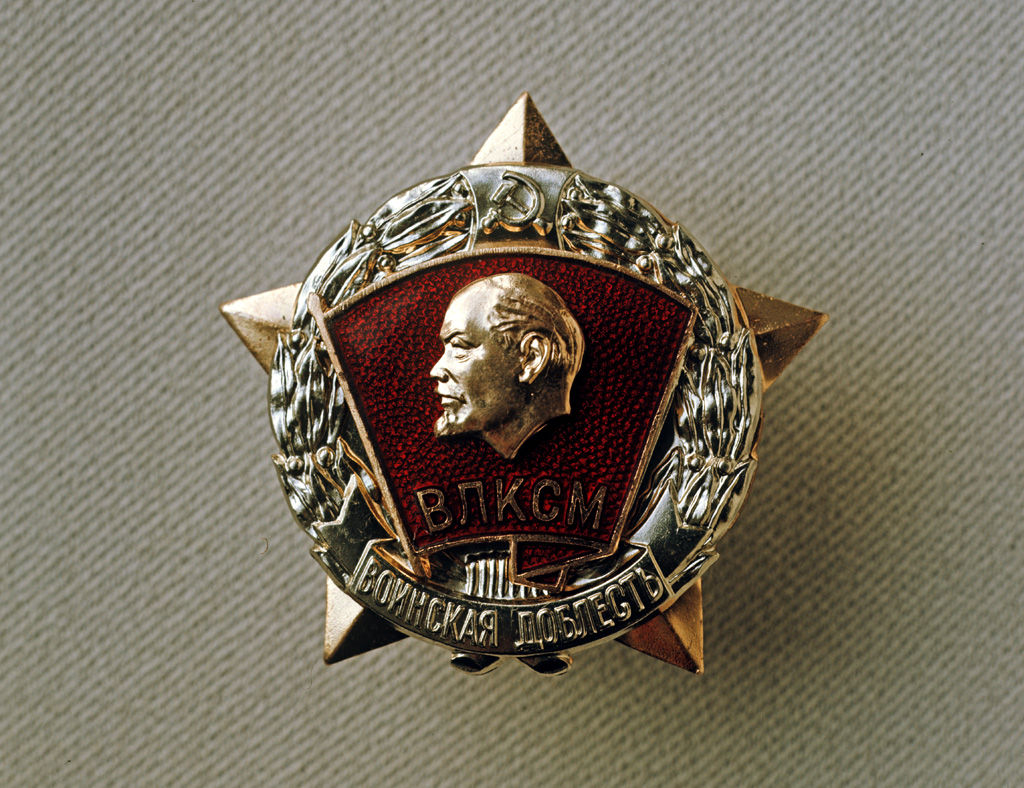
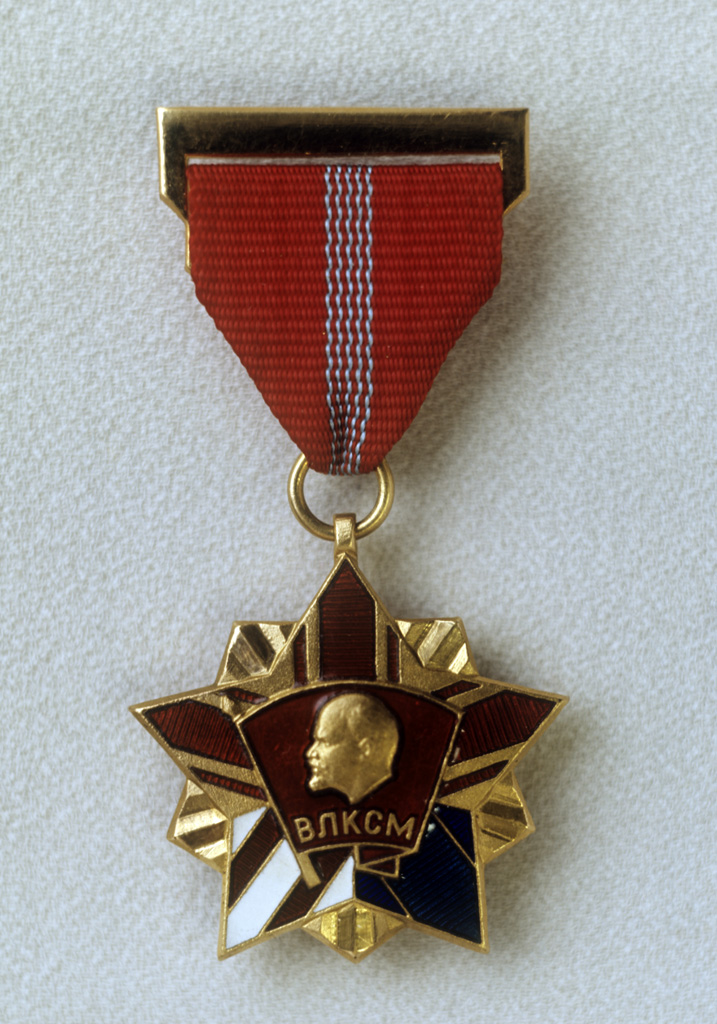
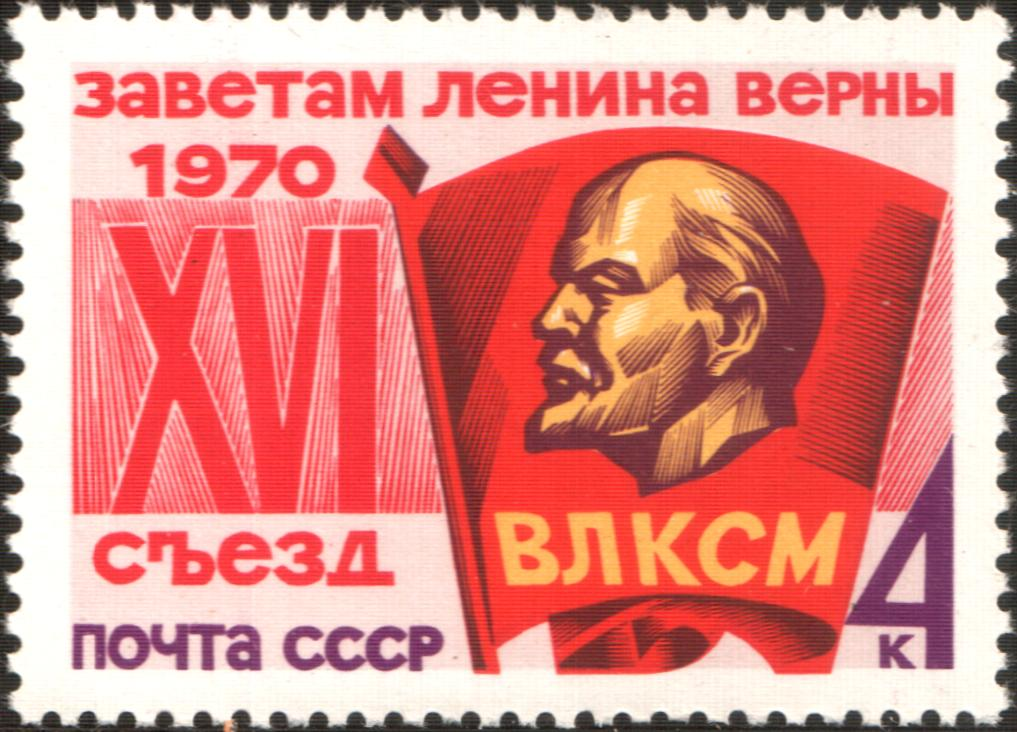
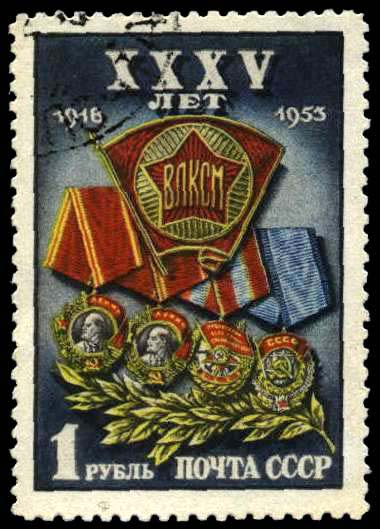
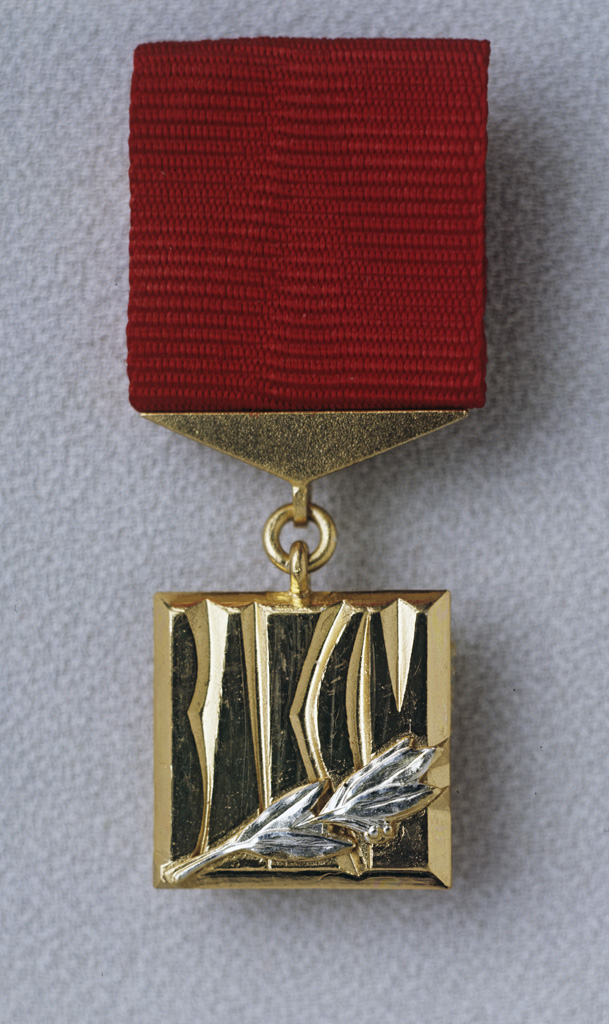
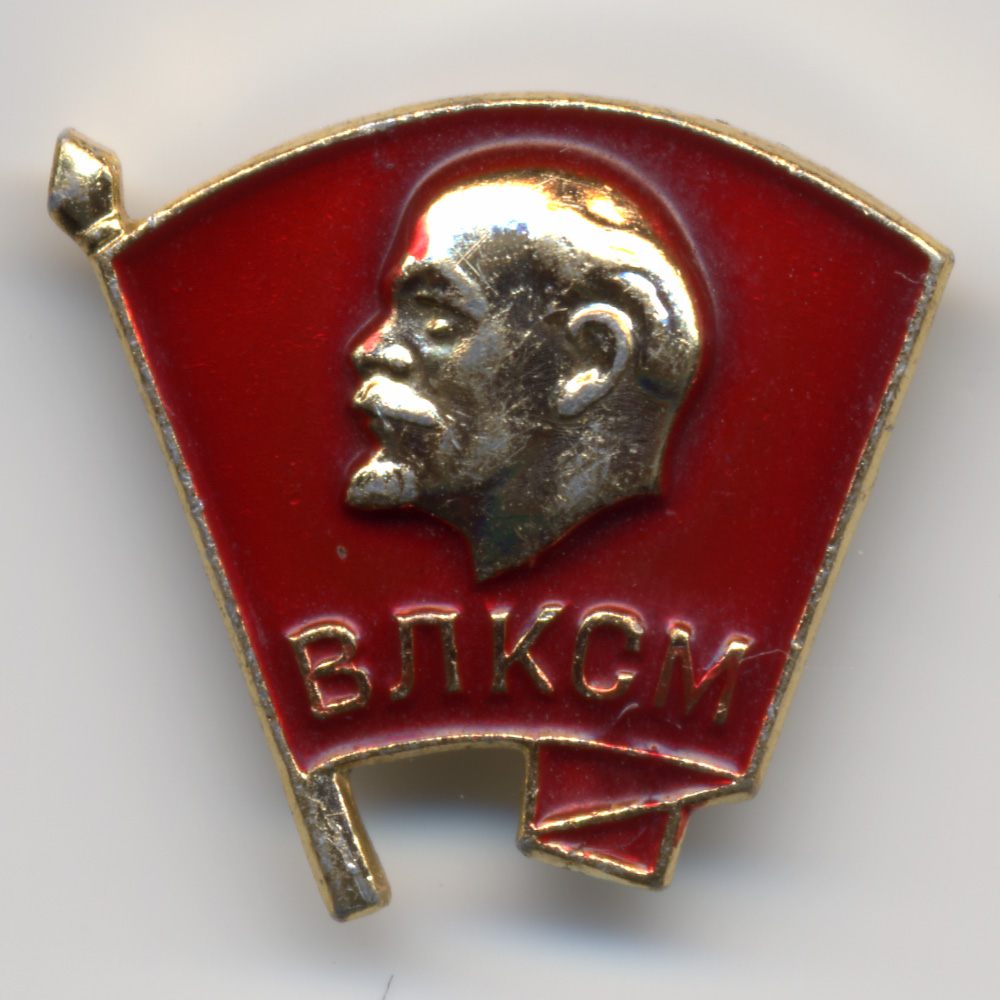